# Ивашкино (Татарстан)
 Ивашкино  (чув. Йӑвашкел) — село в Черемшанском районе Татарстана. Административный центр Ивашкинского сельского поселения.

## География
Находится в южной части Татарстана на расстоянии приблизительно 26 км по прямой на север-северо-запад от районного центра села Черемшан у речки Шешма.

## История
Основано в 1730-х годах. В начале XX века действовала Сретенская церковь.

## Население
Постоянных жителей было: в 1782 году — 58 душ мужского пола, в 1859—515, в 1897—1241, в 1908—1425, в 1920—1455, в 1926—935, в 1949—854, в 1958—867, в 1970—1068, в 1979—836, в 1989—621, в 2002 − 623 (чуваши 97 %), 632 в 2010.